# Лінда Саган
Лінда Зальцман, у шлюбі Зальцман Саган (16 липня 1940 — 22 листопада 2023) — американська художниця, письменниця, сценаристка та музична продюсерка. 
Працювала художницею при створенні Пластинок «Піонера», брала участь у створенні Золотого диску «Вояджера». Була постановницею п'єс для театру «Central Casting» в Ітаці (штат Нью-Йорк), і писала сценарії до епізодів телесеріалів, таких як «Тиха пристань» і «Загальна лікарня». Співавторка книги «Шепіт Землі» (з чоловіком).
6 квітня 1968 року одружилася з астрономом Карлом Саганом. Розлучилася в 1981 році. Син — письменник і сценарист Нік Саган (Nick Sagan).